# Armand Bonnetain
Pour les articles homonymes, voir Bonnetain.
Armand Bonnetain, né à Bruxelles le 24 juin 1883 et mort à Uccle le 24 janvier 1973, est un sculpteur et médailleur belge ,.

## Biographie
Armand Jean Pierre Henri Bonnetain, né à Bruxelles le 24 juin 1883, est le fils de Jean-Marie Bonnetain, cuisinier et commerçant, et d'Adèle Hébert. Ses parents sont d'origine française, son père venant de Dompierre et sa mère de Bray-sur-Seine.
Il fait ses études secondaires à l'Institut Dupuich dans le centre de Bruxelles. Son père se rendant compte de ses dispositions artistiques, il le place comme élève chez le peintre Constant Montald. Il s'y consacre d'abord à la peinture et au dessin. Il apprend ensuite la sculpture avec Charles Van der Stappen et la gravure avec Degreef.
En 1914, son atelier était situé au no 28-30 rue Washington à Ixelles, conçu par l'architecte Henri van Dievoet en 1889 pour l'agent de change Félix Rodberg. Cet atelier de rapport fut loué par Félix Rodberg à plusieurs artistes : au peintre Louis Artan de Saint-Martin (1837-1890) vers 1893 et à l’artiste-peintre Hippolyte Wulffaert (de 1897 à 1912).
Il travailla au service de la Monnaie royale de Belgique.

## Œuvres
- Médaille Les Arts Anciens du Hainaut, 1911, pour l'exposition de Charleroi en 1911.
- Médaille Émile Verhaeren, 1911.
- Médaille Edith Cavell  et  Marie  Depage, 1915.
- Jeunesse, sculpture.
- Pièces de monnaie courantes Belgique : 50 centimes, 1 et 2 francs (1922)
- Médaille Exposition Universelle et Internationale, 1935, Bruxelles.
- Médaille Prenzlau, 1947, à la mémoire des officiers emprisonnés à l'Oflag II-A de Prenzlau[5]
- Médaille, portrait de la reine Élisabeth, 1950.
- Portrait en médaillon de Henri Lavachery, vers 1960.
- Le prince Baudouin enfant, statue.
- Buste de Paul Hymans, 1937, Université libre de Bruxelles - Archives, patrimoine, réserve précieuse
- Mercure dans les airs inspirant un économiste, relief en bronze, Université libre de Bruxelles - Archives, patrimoine, réserve précieuse

Œuvres d'Armand Bonnetain
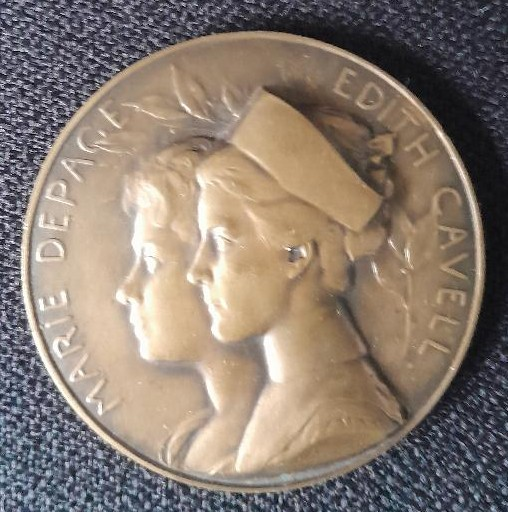
Médaille Marie Depage et Edith Cavell (1915-Remember)
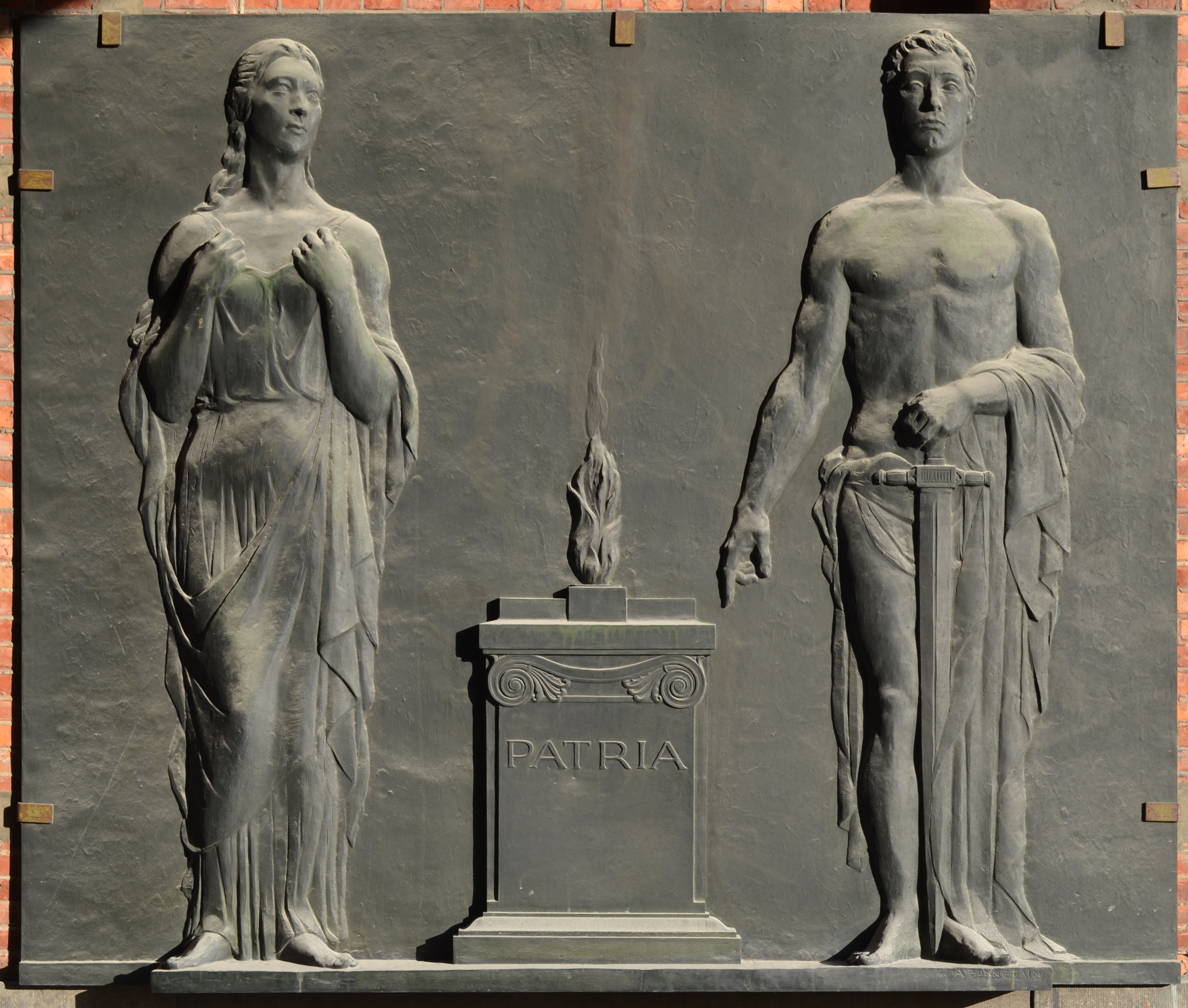
Patria, Charleroi, porche de la caserne Caporal Trésignies.
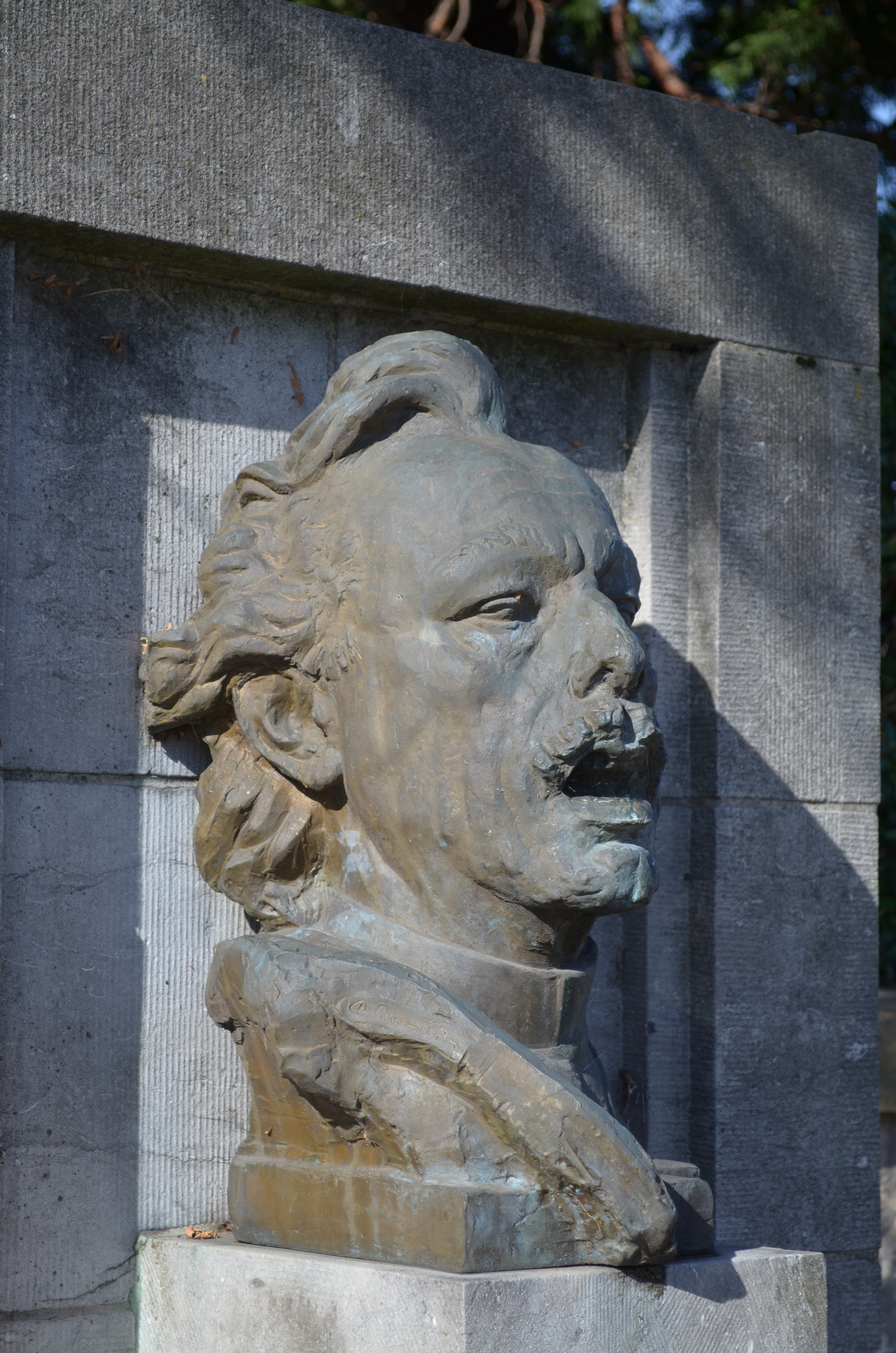
Jules Destrée, Marcinelle.
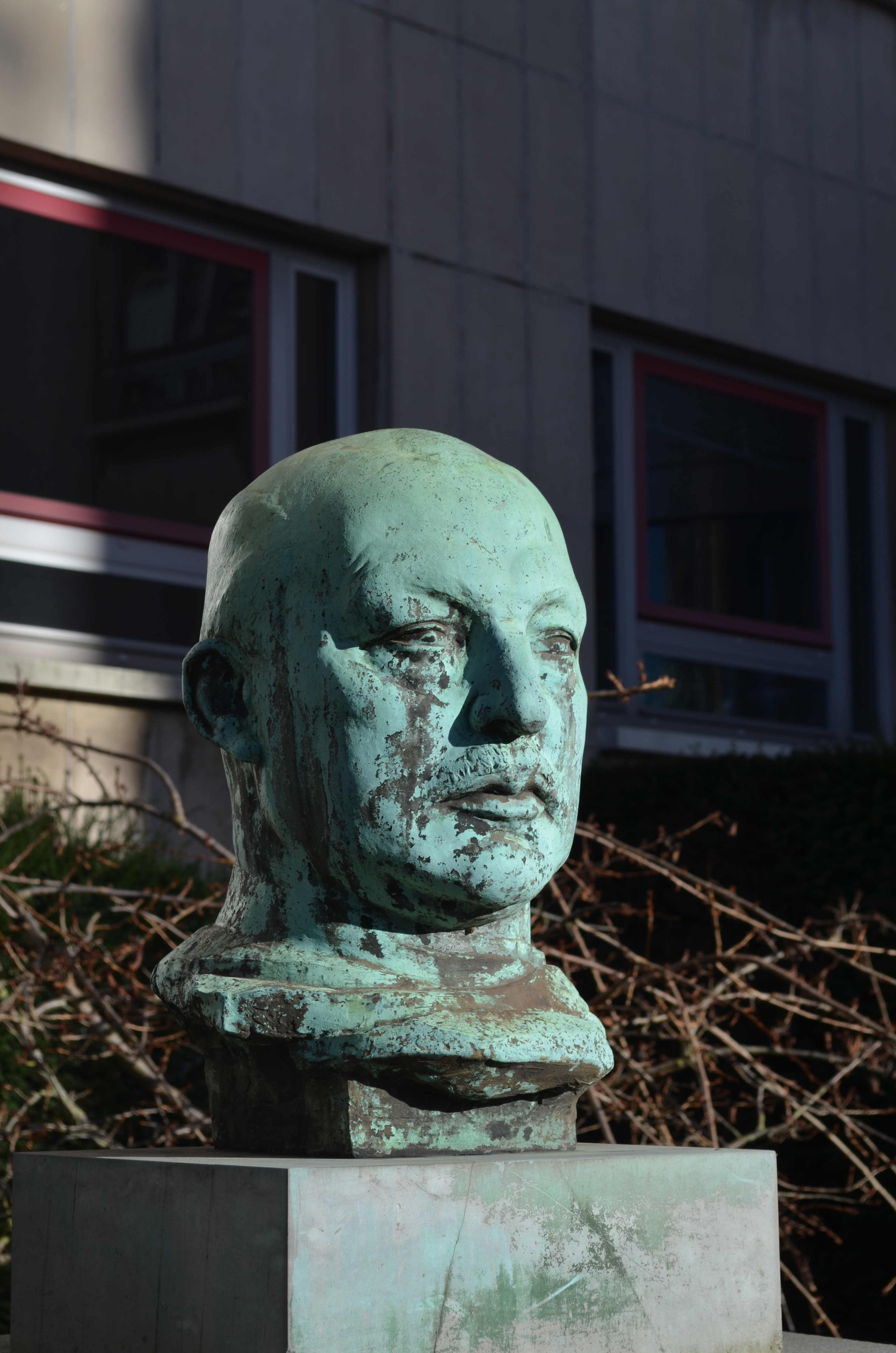
Paul Pastur, Charleroi.
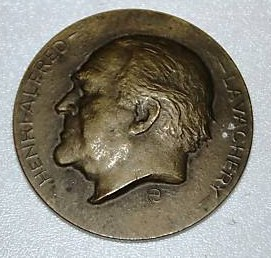
Henri Lavachery (vers 1960), médaille.